# Нідек
Нідек (пол. Nidek) — село в Польщі, у гміні Вепш Вадовицького повіту Малопольського воєводства.
Населення — 1337 осіб (2011).

## Історія
У 1975—1998 роках село належало до Бельського воєводства, підпорядковувалося районній адміністрації у Вадовицях.

## Демографія
Демографічна структура станом на 31 березня 2011 року:
|          | Загалом | Допрацездатний вік | Працездатний вік | Постпрацездатний вік |
| -------- | ------- | ------------------ | ---------------- | -------------------- |
| Чоловіки | 687     | 166                | 462              | 59                   |
| Жінки    | 650     | 136                | 372              | 142                  |
| Разом    | 1337    | 302                | 834              | 201                  |